# Rhescyntis hippodamia
Rhescyntis hippodamia is een vlinder uit de familie nachtpauwogen (Saturniidae), onderfamilie Arsenurinae.
De wetenschappelijke naam van de soort is voor het eerst geldig gepubliceerd door Cramer in 1777.